# Lucius Voltacilius Pitholaus
Lucius Voltacilius Pitholaus (Kr. e. I. század), római szónok, történetíró.

## Élete
Kr. e. 81-től tanított szónoklatot Rómában, tanítványai közé tartozott Cnaeus Pompeius Magnus is. Pompeius családjával bizalmas viszonyt alakított ki, mivel ő írta meg mind nagy Pomepeius, mind apja, Pompeius Strabo életét. Ő volt az első felszabadított, aki megírta Róma történetét (Suetonius De illustribus Grammaticis 27). Az eltérő praenomen ellenére is azonos vele Marcus Voltacilius Pitholaus, aki Caesarról és híveiről csípős hangvételű költeményeket írt (Suetonius XII vitae Imperatorum / De vita Caesarum (Caesarok élete) 75, valamint Macrobius 2, 2, 13). Bentley úgy vélte, hogy Horatius is őt említette meg Szatíráiban (1, 10, 22), Pitholeon név alatt.